# Школа фермеров
«Шко́ла фе́рмеров» — региональная общественная организация, целью которой является профориентация различных групп и категорий молодёжи в агробизнесе. Организация работает с воспитанниками и выпускниками учреждений для детей-сирот, с сиротами с ограниченными возможностями (олигофрены), с сельской молодёжью, с молодёжью, освободившейся из мест лишения свободы, со студентами-выпускниками сельскохозяйственных учебных заведений, нуждающихся в трудоустройстве и жилье.

## История
В 1980 году Вячеслав Горелов готовил спортсменов по спортивному ориентированию. В 1994 году Горелов стал организатором работы по профилактике правонарушений на базе его центра и спортшколы. В том же году была создана организация «Койва», где проходили массовые сплавы для групп трудных подростков и осуждённой молодёжи. Для этого Горелов представил проект «Туризм против преступности», который был поддержан городской администрацией. В 1997 году был организован лагерь «Ирень», который предоставлял конные и велосипедные маршруты, всего через лагерь прошло около 2000 человек. В 1988 году лагерь перешёл в государственную собственность. В 2000 году Вячеслав Горелов зарегистрировался как индивидуальный предприниматель и построил гостевой дом для приезжих рыбаков в селе Кривец, Ильинский район Пермского края. В 2003 году был проведён лагерь для детей-сирот. С этого же года Горелов сотрудничает с фондом Вагита Алекперова «Наше будущее».
Организация «Школа фермеров» появилась в 2009 году. Её программа реализуется поэтапно: на курсы профориентации и социализации приглашают 30 участников в возрасте от 18 до 23 лет. На втором этапе показавшие лучший результат проходят профессиональную подготовку по различным специальностям, связанным с агробизнесом. У организации налажены постоянные каналы сбыта продукции, поэтому у подростков есть возможность реализовать свою продукцию и получить прибыль. В 2012 году проект «Школа фермеров» получил премию фонда «Наше будущее».
Администрация района выделила проекту землю, на которой могли бы расселиться выпускники детдомов, а также участок леса для постройки домов. Но на участке леса, предназначенном для «Школы фермеров», по словам Горелова, до этого незаконно продавали лес и когда предприниматель добился выписки леса, то деревья на выделенном участке оказались спиленными и увезёнными. Горелов узнал о пропаже леса, когда ему пришел штраф за грязную вырубку на сумму 160 тыс. руб.